# Зерновая (станция)
Зернова́я — железнодорожная станция Казахстанских железных дорог. Расположена в Пресногорьковском сельском округе Узункольского района Костанайской области, близ бывшего села Борки (в 2014 году Борки включены в состав села Красный Борок).
Через станцию Зерновую следуют поезда из Казахстана в Россию с экибастузским углём.

## История
Железнодорожную ветку из города Кургана в Северный Казахстан Утяк — Новоишимская начали строить в 1954 году для развития целинных и залежных земель в края. Сначала планировалась узкоколейка, затем — как ширококолейная дорога. Проект «Ленгипротранса» был утверждён в 1955 году.
Если не считать остановочный пункт 96 км, станция Зерновая была первой на территории Казахской ССР и затем независимого Казахстана на этом участке. Тем не менее, ранее станция относилась к Южно-Уральской (расположенной в основном в России), а не Целинной (расположенной в Казахстане). Лишь в начале 2010-х годов станция была передана от ОАО «Российские железные дороги» Казахстанским железным дорогам.
До 1 сентября 2012 года на Зерновой сохранялось пассажирское сообщение с Россией: курсировал пригородный электропоезд Курган — Пресногорьковская, обслуживаемый перевозчиком «Свердловская пригородная компания», после чего был отменён. Примечательна станция была тем, что, являясь первой станцией на данном маршруте на территории Казахстана, она не имела таможенного пункта пропуска. Пассажиры курганской электрички, прибывавшие в Республику и покидающие её, проходили таможенный контроль на станции Пресногорьковской.